# Rita Feldmeier

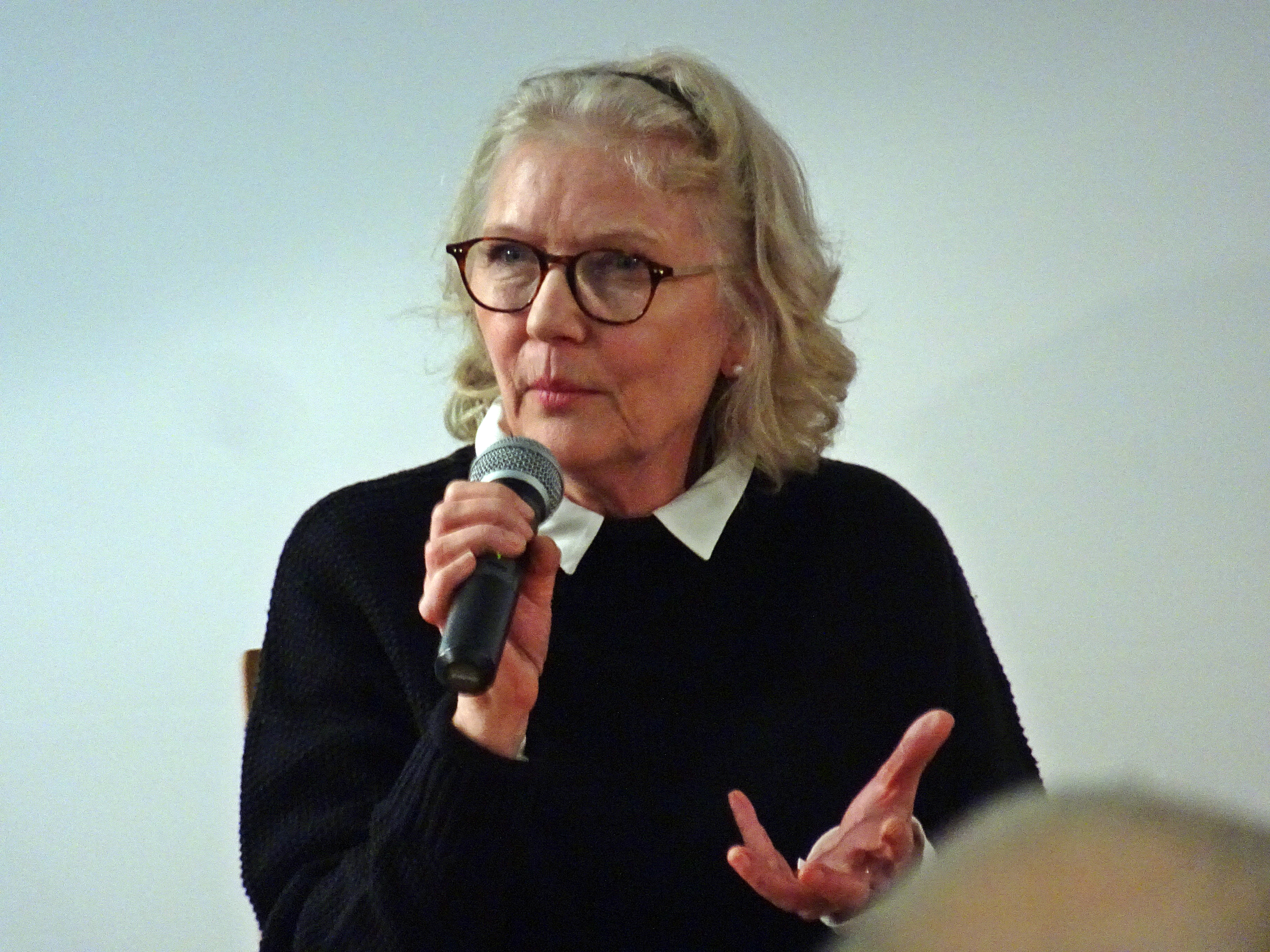
Rita Feldmeier (2023)

Rita Feldmeier (* 28. Februar 1954 in Rostock, DDR) ist eine deutsche Schauspielerin.

## Leben
Feldmeier ist die Tochter des Apothekers Hans Feldmeier und seiner Frau Ingeborg, ebenfalls Apothekerin. Sie wuchs mit vier Geschwistern in Rostock auf. Von 1970 bis 1973 absolvierte sie die Schauspielschule in ihrer Heimatstadt, wo sich für sie danach am dortigen Volkstheater ein dreijähriges Engagement anschloss. Vor allem ist Feldmeier in Gegenwartsfilmen zu sehen. Seit 1976 ist sie festes Ensemblemitglied des Hans Otto Theaters Potsdam.
Feldmeier ist seit 1980 mit dem Schauspieler und Regisseur Achim Wolff verheiratet, hat zwei Kinder und lebt seit 1985 in Stahnsdorf. Julius Feldmeier ist ein Neffe von ihr und ebenfalls Schauspieler.

## Auszeichnung
2002 erhielt Feldmeier den Potsdamer Theaterpreis.

## Filmografie
- 1977: Der rasende Roland
- 1978: Ein Sonntagskind, das manchmal spinnt
- 1978: Bluthochzeit (Studioaufzeichnung)
- 1979: Glück im Hinterhaus
- 1979: Des Henkers Bruder
- 1979: Der Staatsanwalt hat das Wort: Zur Feier des Tages
- 1980: Die Heimkehr des Joachim Ott (Fernsehfilm)
- 1986: Der Junge mit dem großen schwarzen Hund
- 1987: Liane
- 1988: Polizeiruf 110: Still wie die Nacht (Fernsehreihe)
- 1990: Die Architekten
- 1990: Polizeiruf 110: Warum ich …
- 1991: Das Mädchen aus dem Fahrstuhl
- 1991: Der Hut
- 1991: Polizeiruf 110: Das Treibhaus
- 1991: Polizeiruf 110: Mit dem Anruf kommt der Tod
- 1992: Tatort: Ein Fall für Ehrlicher (Fernsehreihe)
- 1992: Die Lügnerin
- 1993: Polizeiruf 110: und tot bist du
- 1995: Polizeiruf 110: Alte Freunde
- 1997: Polizeiruf 110: Heißkalte Liebe
- 1998–2000: Fieber – Ärzte für das Leben
- 2004: Problemzone Schwiegereltern
- 2005: Tatort: Im Alleingang
- 2007: Polizeiruf 110: Gefährliches Vertrauen
- 2009: Rapunzel
- 2009: Prinz und Bottel
- 2011: In aller Freundschaft (Fernsehserie, Folge Der freie Wille)
- 2012–2016: Heiter bis tödlich: Akte Ex
- 2014: Ein starkes Team – Späte Rache
- 2016: In aller Freundschaft (Fernsehserie, Folge 731 „Im Zweifel“)
- 2018: In aller Freundschaft (Fernsehserie, Folge Verpasste Gelegenheiten)
- 2019: Frau Jordan stellt gleich (Fernsehreihe)
- 2020: Freaks – Du bist eine von uns
- 2020: Tatort: Ein paar Worte nach Mitternacht
- 2023: SOKO Hamburg (Fernsehserie, Folge Glamour, Girls!)

## Theater
- 1975: Sławomir Mrożek: Tango (Cousine Ala) – Regie: Jozéf Gruda (Volkstheater Rostock – Kleines Haus)
- 1977: Ákos Kertész: Witwen – Regie: Günter Rüger  (Hans Otto Theater Potsdam)
- 1980: John Millington Synge: Der Held der westlichen Welt (Wirtstochter Pegeen) – Regie: Günter Rüger  (Hans Otto Theater Potsdam)
- 1984: Daniil Granin: Das Gemälde  (Tatjana) – Regie: Günter Rüger  (Hans Otto Theater Potsdam)
- 1991: Molière: Don Juan – Regie: Bernd Weißig (Hans Otto Theater Potsdam)
- 1992: Dušan Kovačević: Der Profi (Sekretärin) – Regie: Bernd Weißig (Hans Otto Theater Potsdam)
- 2019: Colin Higgins: Harold und Maude (Maude) – Regie: Bettina Jahnke (Hans Otto Theater Potsdam)
- 2019: Liederabend: Allein in einer großen Stadt (Marlene Dietrich) – Regie: Achim Wolff (Schlosspark Theater Berlin)